# Tim Curry
Pour les articles homonymes, voir Tim et Curry (homonymie).
 (mars 2017).
Si vous disposez d'ouvrages ou d'articles de référence ou si vous connaissez des sites web de qualité traitant du thème abordé ici, merci de compléter l'article en donnant les références utiles à sa vérifiabilité et en les liant à la section « Notes et références ».
Timothy Curry, dit Tim Curry, né le 19 avril 1946 à Grappenhall, dans la banlieue de Warrington, dans le Cheshire, en Angleterre, au (Royaume-Uni), est un acteur et chanteur britannico-américain.
Il est principalement connu pour son rôle du travesti Frank-N-Furter qu'il tient en 1975 dans l'adaptation cinématographique de la pièce de théâtre britannique The Rocky Horror Show ainsi que pour son interprétation en 1990 du clown Pennywise dans l'adaptation en mini-série du roman horrifique américain It de Stephen King.

## Biographie

### Jeunesse
Timothy James Curry naît le 19 avril 1946 à Grappenhall, dans la banlieue de Warrington, dans le Cheshire, en Angleterre, au (Royaume-Uni).

### Enfance et débuts
Les parents de Tim Curry se sont rencontrés à Malte durant la Seconde Guerre mondiale pour ensuite se marier en Égypte. James 'Jim' est aumônier de la Royal Navy, issu d'une famille de bâtisseurs de Durham, et Patricia est secrétaire d'administration scolaire, issue d'une famille de marins. Judith 'Judy', leur première enfant, naît en Égypte et après un détour en Afrique du Sud, Tim naît à Grappenhall, un village en périphérie de Warrington, dans le Cheschire. Il est âgé de 6 mois lorsque la famille déménage à Hong Kong. Malheureusement, son père subit un AVC, et ils retournent s'installer au Royaume-Uni, à Plymouth, dans le Devon, avec son grand-père maternel. Après la mort de James Curry, des suites d'une pneumonie, en 1958, alors que Tim a douze ans, la famille déménage dans le sud de Londres et Tim obtient une bourse d'études pour entrer à la Kingswood School de Bath dans le Somerset. Il y étudia les arts dramatiques, joua dans les pièces de l'école, et y rencontra Jonathan Lynn, qui le dirige en 1985 dans Cluedo (Clue).
Son cursus à Kingswood terminé, il prend une année sabbatique pour voyager en Europe avec un camarade de classe et ami, Richard Cork, futur critique d'art, avant d'étudier à l'Université de Birmingham entre 1965 et 1968. Il était, selon Tim lui-même, peu présent en cours, préférant participer aux activités extra-scolaires ; ses professeurs ayant même tenté de le dissuader de passer les examens finaux.
Au début des années 1970, il se mêle au milieu théâtral londonien. Ian McKellen dit de lui : « Il venait à des fêtes que je donnais à Noël et c'était toujours le petit garçon dans le coin légèrement tendu à l'idée d'ouvrir la bouche. Il était très timide et réservé mais peut-être aussi ému par la compagnie ».

### Carrière
Sa première apparition télévisée se fait en 1968, à 22 ans, dans le troisième et dernier épisode d'une série intitulée Television Theatre From... où il interprète un garçon de café. D'ailleurs, il y est crédité sous le nom de James Curry, et c’est l'unique fois puisqu'il prend ensuite celui de Tim Curry. Le format de l'épisode est d'une trentaine de minutes et le rendu est en noir et blanc, puisque tous les émetteurs de la BBC ne peuvent retranscrire la télévision en couleur qu'à partir de l'année suivante. 
S'ensuit un certain nombre d'apparitions plus ou moins importantes, toujours à la télévision, jusqu'en 1975, lorsqu'il décroche son premier rôle pour le grand écran : le Dr. Frank-N-Further dans l'adaptation cinématographique de la pièce de théâtre britannique The Rocky Horror Show : The Rocky Horror Picture Show, par Jim Sharman.
En 1996  dans L'Île au trésor des Muppets (Muppet Treasure Island) de Brian Henson, une adaptation cinématographique du roman écossais de Robert Louis Stevenson, L'Île au Trésor (Treasure Island) paru en 1883, il emprunte l'accent du sud-ouest de son grand-père maternel qui vivait avec lui et sa famille à Plymouth. Quatorze ans après sa fin de « retraite » il revient pour un film thriller horrifique qui sort en août 2024 intitulé Stream.

### Vie privée
La mère de Tim meurt d’un cancer en juin 1999. Sa grande sœur, Judith, pianiste concertiste, est morte au début des années 2000 d'une tumeur cérébrale.
En juin 2012, il est victime d'un accident vasculaire cérébral qui l'oblige depuis à utiliser un fauteuil roulant.
Il est agnostique.
Il réside aujourd'hui à Toluca Lake, un quartier de Los Angeles, en Californie (États-Unis).

## Filmographie

### Cinéma
- 1975 : The Rocky Horror Picture Show de Jim Sharman : Dr Frank-N-Furter, un scientifique
- 1978 : Le Cri du sorcier (The Shout) de Jerzy Skolimowski : Robert Graves
- 1980 : Times Square d'Allan Moyle : Johnny LaGuardia
- 1982 : Annie de John Huston : Rooster Hannigan
- 1983 : Guerres froides (The Ploughman's Lunch) de Richard Eyre : Jeremy Hancock
- 1985 : Legend de Ridley Scott : Le Seigneur des Ténèbres
- 1985 : Cluedo (Clue) de Jonathan Lynn : Wadsworth
- 1988 : Pass the Ammo de David Beaird : Révérend Ray Porter
- 1990 : À la poursuite d'Octobre rouge (The Hunt for Red October) de John McTiernan : Dr Petrov
- 1991 : L'embrouille est dans le sac (Oscar) de John Landis : Dr Thornton Poole
- 1992 : Un faire-part à part (Passed Away) de Charlie Peters : Boyd Pinter
- 1992 : Maman, j'ai encore raté l'avion ! (Home Alone 2 : Lost in New York) de Chris Columbus : M. Hector, concierge d'hôtel
- 1993 : Alarme fatale (Loaded Weapon 1) de Gene Quintano : M. Jigsaw
- 1993 : Les Trois Mousquetaires de Stephen Herek : Cardinal de Richelieu
- 1994 : The Shadow de Russell Mulcahy : Farley Claymore
- 1995 : Congo de Frank Marshall : Herkermer Homolka
- 1995 : Lover's Knot de Peter Shaner : Assistant social de Cupidon
- 1996 : L'Île au trésor des Muppets (Muppet Treasure Island) de Brian Henson : Long John Silver
- 1997 : McHale's Navy : y a-t-il un commandant à bord ? (McHale's Navy) de Bryan Spicer : Maj. Vladikov
- 1999 : Pirates of the Plain de John R. Cherry : Jezebel Jack
- 2000 : Four Dogs Playing Poker de Paul Rachman : Felix
- 2000 : Sorted de Alexander Jovy : Damian Kemp
- 2000 : Charlie et ses drôles de dames (Charlie's Angels) de McG : Roger Corwin
- 2001 : Scary Movie 2 de Keenen Ivory Wayans : professeur Oldman
- 2002 : The Scoundrel's Wife de Glen Pitre : Père Antoine
- 2002 : Ritual de Avi Nesher : Matthew Hope
- 2004 : Dr Kinsey (Kinsey) de Bill Condon : Thurman Rice
- 2005 : Oscar, le chien qui vaut des milliards (Bailey's Billion$) de David Devine (en) : Caspar Pennington
- 2007 : Le Jackpot de Noël (Christmas in Wonderland) de James Orr : Gordon McLoosh
- 2008 : Le Secret de Moonacre (The Secret of Moonacre) de Gábor Csupó : Cœur De Noir
- 2010 : Cadavres à la pelle (Burke and Hare) de John Landis : Dr Monro
- 2024 : Stream de Michael Leavy

### Télévision

#### Téléfilms
- 1975 : Three Men in a Boat de Stephen Frears : Jerome
- 1982 : Oliver Twist (en) : Bill Sikes
- 1985 : Video Stars de Colin Bucksey : Teddy Whazz
- 1985 : Blue Money de Colin Bucksey : Larry Gormley
- 1985 : Ligmalion: A Musical for the 80s de Nigel Finch : Eden Rothwell Esq.
- 1986 : Amandine Malabul (en) (The Worst Witch) de Robert Young : le Grand Sorcier
- 1990 : The Marzipan Pig de Michael Sporn : narrateur (voix-off)
- 1991 : Big Deals de Robert Berlinger : Christopher Nissell
- 1997 : À la recherche de l'Eden (Doom Runners) de Brendan Maher : Dr Kao
- 1998 : La Famille Addams : Les Retrouvailles (Addams Family Reunion) : Gomez Addams
- 1999 : Jackie's Back! : Edward Whatsett St. John
- 1999 : The Unbelievables de Ed Solomon
- 1999 : The Titanic Chronicles de Wayne Keeley : Officier Lightoller (voix-off)
- 2001 : Wolf Girl (en) de Thom Fitzgerald (en) : Harley Dune
- 2008 : Discworld de Vadim Jean : Trymon
- 2016 : The Rocky Horror Picture Show: Let's Do the Time Warp Again de Kenny Ortega : le Criminologue, un expert

#### Séries télévisées
- 1968 : Televion Theatre from... de Brian Hulme : garçon de café (1 épisode)
- 1970 : Ace of Wands de Pamela Lonsdale et John Russell : caissier (1 épisode)
- 1970 : ITV Saturday Night Theatre de Alan Gibson : Crosscapel (1 épisode)
- 1972 : Stage 2 de James MacTaggart : fou (1 épisode)
- 1973 : Armchair Theatre de Piers Haggard : Mik (1 épisode)
- 1974 : Napoleon and Love : Eugene (4 épisodes)
- 1974 : Play for Today de Barry Davis : Glen (1 épisode)
- 1977 : Rock Follies of '77 de Brian Farnham : Stevie Streeter (1 épisode)
- 1978 : Will Shakespeare : William Shakespeare (6 épisodes)
- 1978 : The Sunday Drama de Mike Vardy : Leonard Brazil (1 épisode)
- 1989 : The Tracey Ullman Show de Ted Bessell : Ian Miles (1 épisode)
- 1989 : Un flic dans la mafia (Wiseguy) de Stephen J. Cannell et Frank Lupo : Winston Newquay (6 épisodes)
- 1990 : Ça (It) de Tommy Lee Wallace : Grippe-Sou (2 épisodes)
- 1992-1993 : Wild West C.O.W.-Boys of Moo Mesa de Ryan Brown et Bob Carrau : Jacque Le Beefe (25 épisodes)
- 1993 : Roseanne de Matt Williams : Roger (2 épisodes)
- 1993 : Les Contes de la crypte (Tales from the Crypt) de Gilbert Adler (en) : Pa Brackett / Ma Brackett / Winona Brackett (1 épisode)
- 1994 : Earth 2 : Gaal (4 épisodes)
- 1994-1995 : Turbocharged Thunderbirds : L'Attracteur (8 épisodes)
- 1995 : Une fille à scandales (The Naked Truth) de Chris Thompson : Sir Rudolph Haley (2 épisodes)
- 1996 : Le Titanic (Titanic) : Simon Doonan (2 épisodes)
- 1997 : Lexx (Lexx – The Dark Zone) de Paul Donovan : le poète (1 épisode)
- 1999-2000 : Rude Awakening : Martin Crisp (6 épisodes)
- 2000 : Le Flic de Shanghaï (Martial Law) de Carlton Cuse : The One (3 épisodes)
- 2004 : Monk : Dale la baleine (saison 2)
- 2007 : Psych : Enquêteur malgré lui : Nigel Saint Nigel (saison 2 épisode 1)
- 2009 : Rendez-vous avec la mort (téléfilm) (VF : Vincent Grass) : Lord Boynton
- 2010 : Esprits criminels (Criminal Minds) : Billy Flynn, le Prince des ténèbres (saison 5 épisode 23 (Plus sombre que la nuit, 1re partie) & Saison 6 épisode 1 (Plus sombre que la nuit, 2e partie))

### Autres
- 1978 : Wings of Ash: Pilot for Dramatization of the Life of Antonin Artaud de Marcus Reichert

## Création de voix

### Cinéma

#### Films d'animations
- 1992 : Les Aventures de Zak et Crysta dans la forêt de FernGully (FernGully: The Last Rainforest) de Bill Kroyer : Hexxus
- 1995 : Youbi, le petit pingouin (The Pebble and the Penguin) de Don Bluth et Gary Goldman : Drake
- 1998 : Les Razmoket, le film (The Rugrats Movie) de Igor Kovalyov et Norton Virgien : Rex Pester
- 2000 : Le Lion d'Oz (Lion of Oz) de Tim Deacon : Capitaine Fitzgerald
- 2000 : Les Razmoket à Paris, le film (Rugrats II in Paris: the Movie) de Stig Bergqvist et Paul Demeyer : le sumo chanteur
- 2001 : La Famille Delajungle, le film (The Wild Thornberrys: The Origin of Donnie) de Cathy Malkasian et Jeff McGrath : Nigel Thornberry
- 2002 : Le Royaume des Chats (The Cat Returns) de Hiroyuki Morita : le roi des chats
- 2008 : Fly Me to the Moon de Ben Stassen : Yegor
- 2014 : Bonta 3D de Leo Lee : Papi Qi
- 2014 : Ribbit de Chuck Powers : Terrence

#### Courts-métrages
- 1994 : Extra Terrorestrial Alien Encounter de Jerry Rees : S.I.R. aka Simulateur d'Intelligence Robotique
- 2017 : Long Drive Home de Michael J Berwick : Une tête du Monstre

### Télévision

#### Téléfilms
- 1992 : Steadfast Tin Soldier : Jack, le diable en boîte
- 1995 : Daisy-Head Mayzie de Tony Collingwood : Finagle
- 1996 : The Story of Santa Claus  : Nostros, le plus grand elfe
- 2006 : The Jimmy Timmy Power Hour 2: When Nerds Collide : Dr Calamitous
- 2011 : The Voyages of Young Doctor Dolittle de Rinat Gazizov : Dr Dolittle

#### Séries-télévisées
- 1997 : Teen Angel de Al Jean et Mike Reiss : la grenouille (1 épisode)
- 1998 : Traques sur Internet (The Net) de Rob Cowan, Deborah et Irwin Winkler : Ensorceleur (9 épisodes)
- 2000 : La double vie d'Eddie Mac Dowd (100 deeds for Eddie McDowd) de Steven H. Berman, Mitchel Katlin et Nat Bernstein : le Rottweiler (1 épisode)

#### Séries d'animations
- 1988-1989 : Fantastic Max de Mike Young : voix additionnelles (3 épisodes)
- 1989 : Long Ago and Far Away : Abel (1 épisode)
- 1989-1990 : Paddington Bear : M. Curry (13 épisodes)
- 1990 : Gravedale High de David Kirschner : M. Tutner (3 épisodes)
- 1990 : The Adventures of Don Coyote and Sancho Panda de Don Lusk, Ray Patterson, Jay Sarbry, Paul Sommer et Carl Urbano : voix additionnelles
- 1990 : Wake, Rattle & Roll de David Kirschner
- 1990 : Tiny Toon Adventures de Art Leonardi : Prince Charles (1 épisode)
- 1990 : Super Baloo (TaleSpin) : Thaddeos E. Klang (2 épisodes)
- 1990-1991 : Peter Pan et les Pirates (Peter Pan et les Pirates) : Capitaine Crochet (46 épisodes)
- 1991 : Timeless Tales from Hallmark de Don Lusk : Jack (1 épisode)
- 1991-1992 : Myster Mask (Darkwing Duck) : Taureau Bulba (3 épisodes)
- 1991-1993 : Le Tourbillon noir (The Pirates of Dark Waters) de David Kirschner : Konk (20 épisodes)
- 1991-1993 : La Légende de Prince Vaillant (The Legend of Prince Valiant) de David J. Corbett : Sir Gawain (64 épisodes)
- 1991-1996 : Capitaine Planète (Captain Planet and the Planeteers) : MAL / Ordinateur de Blight-5 (27 épisodes)
- 1992 : Inspecteur Poisson (Fish Police) de Jeanne Romano : Sharkster (6 épisodes)
- 1992 : Des souris à la Maison Blanche (Capitol Critters) de Steven Bochco, Nat Mauldin et Michael I. Wagner : Sénateur (1 épisode)
- 1992 : Batman (Batman: The Animated series) de Dick Sebast et Frank Paur : Leon Henchman/Robot Clown (2 épisodes)
- 1992-1994 : Dinosaures (Dinosaurs) de  Michael Jacobs et Bob Young : Fox Jacket / Pterodactyl / Henri Poupon / Chef Elder / Winston / Le Diable / Jean-Claude (7 épisodes)
- 1992-1994 : La Petite Sirène (The Little Mermaid) : la méchante raie manta (4 épisodes)
- 1993-1994 : Mighty Max de Mark Zaslove et Rob Hudnut : Skullmaster / Jules Verne (12 épisodes)
- 1994 : Aladdin : Amok Mon-Ra / Calife Kapok / Kaleem (3 épisodes)
- 1994 : Sonic the Hedgehog : Roi Acorn (13 épisodes)
- 1994-1995 : Superhuman Samurai Syber-Squad : Kilokahn (53 épisodes)
- 1994-1997 : Duckman : Private Dick/Family Man : George Herbert Walker 'Roi' (10 épisodes)
- 1994-1997 : Drôles de monstres (Aaahh!!! Real Monsters : Zimbo / vendeur / docteur / Haywood / Frank / manager / Cuddles / homme à l'infirmerie / Maître D' / Auggie (19 épisodes)
- 1995-1996 : Gargoyles, les anges de la nuit (Gargoyles) de Greg Weisman : Dr Anton Severius (6 épisodes)
- 1995-1997 : The Mask : Pretorius (14 épisodes)
- 1996 : Bruno the Kid : Lazlo Gigahurtz (1 épisode)
- 1996 : Adventures from the Book of Virtues de Bruce D. Johnson : Roi Minos / Gessler (2 épisodes)
- 1996 : Couacs en vrac (Quack Pack) de Toby Shelton : Moltoc (3 épisodes)
- 1996-1997 : Mighty Ducks : les Canards de l'Exploit (Mighty Ducks) : Lord Dragaunus (21 épisodes)
- 1996-1998 : Jumanji : Trader Slick (6 épisodes)
- 1996-1998 : L'histoire n'est pas la fin: Gnork (5 épisodes)
- 1997 : The Blues Brothers Animated Series (jamais diffusé) de Greg Antonacci et Michael Waeghe : Don Kennedy (2 épisodes)
- 1997 : Over the Top de Nat Bernstein et Mitchel Katlin : Simon Ferguson (12 épisodes)
- 1997 : Freakazoid! de  Steven Spielberg, Paul Dini et Bruce Timm : Dr Mystico (1 épisode)
- 1997 : Casper : le pianiste (1 épisode)
- 1998 : Les Contes de mon enfance (Stories from my childhood) : la Bête (1 épisode)
- 1998 : Mais où se cache Carmen Sandiego ? (Where on Earth is Carmen Sandiego?) : Maelstrom (3 épisodes)
- 1998-2000 : Voltron: The Third Dimension : Prince Lotor / Roi alfor
- 1999 : Minus, Elmira et Cortex (Pinky, Elmyra & the Brain) : le moine (1 épisode)
- 1999 : Rusty le robot (Big Guy and Rusty the Boy Robot) de Geofrey Darrow et Frank Miller : Dr Neugog (1 épisode)
- 1999 : La Cour de récré (Recess) de Paul Germain et Joe Ansolabehere : Dr Slicer (1 épisode)
- 1999 : Johnny Bravo de Van Partible : Grand frère (1 épisode)
- 2000 : Batman, la relève (Batman Beyond) de Bill Finger et Bob Kane : Mutro Botha (1 épisode)
- 2013 : Ben 10: Omniverse : Dr Joseph Chadwick / Chevalier no 2 (1 épisode)
- 2012-2014 : Randy Cunningham: 9th Grade Ninja de Jed Elinoff et Scott Thomas : le Sorcier (19 épisodes)
- 2012-2014 : Star Wars: The Clone Wars de George Lucas : Chancelier Palpatine/Darth Sidious (10 épisodes)
- 2014 : Over the Garden Wall de Patrick McHale : Tante Chuchot (Auntie Whispers) (1 épisode)

### Jeux vidéo
- 1993 : Gabriel Knight: Sins of the Fathers (PC / Mac) : Gabriel Knight / Le majordome de Malia Gedde
- 1994 : Wing Commander III : Cœur de tigre (Wing Commander III: Heart of the Tiger) (PlayStation / PC / Mac) : Melek
- 1995 : Frankenstein - Through the eyes of the monster (Sega Saturn / PC / Mac) : Dr Frankenstein
- 1996 : Toonstruck (PC/Mac) : comte Nefarious
- 1996 : L'Île au trésor des Muppets (Muppets Treasure Island) : Long John Silver
- 1997 : Duckman: The Graphic Adventures of Private Dick (PlayStation / PC / Mac) : George Herbert Walker 'Roi'
- 1999 : Gabriel Knight : Énigme en Pays cathare (Gabriel Knight 3: Blood of the sacred, Blood of the Damned) (PC) : Gabriel Knight
- 2000 : Sacrifice (PC / Mac) : Stratos, le dieu de l'Air
- 2008 : Command & Conquer : Alerte Rouge 3 (PC/Xbox/Playstation 3) : Anatoly Cherdenko, le président soviétique
- 2009 : Brütal Legend (PC/Xbox/Playstation 3) : Lord Doviculus.

### Autres
- 1988 : The Creation de Don Lusk et Ray Patterson : Le Serpent
- 1988 : Abel's Island de Michael Sporn : Ablard 'Abel' Hassan de Chirico Flint
- 1992 : Defenders of Dynatron City de Chuck Patton : Atom Ed, la Tête flottante
- 1994 : Animated Stories from the Bible: Music Video Volume 1 : Dieu
- 1996 : Bruno the kid: The Animated Movie : Lazlo gigahurtz
- 1997 : Mighty Ducks, le Film : Le Face à Face (Mighty Ducks the Movie: The First Face-Off) de Joe Barruso, Doug Murphy, Blair Peters et Baekyup Sung : Lord Dragaunus
- 1997 : La Belle et la Bête 2 : Le Noël enchanté (Beauty and the Beast: the Enchanted Christmas) de Andrew Knight : Forte
- 1997 : A Christmas Carol de Stan Phillips : Ebenezer Scrooge
- 1998 : The Easter story Keepers de Jimmy T. Murakami : Neron
- 1999 : Bartok le magnifique (Bartok the Magnificent) de Don Bluth et Gary Goldman : le Crâne
- 1999 : Scooby-Doo et le Fantôme de la sorcière (Scooby-Doo and the Witch's Ghost) de Jim Stenstrum : Ben Ravencroft
- 1999 : Robots of Mars de Don Fox et Michael Sarley : voix additionnelles
- 2013 : Sauvons le père Noël (Saving Santa) de Leon Joosen et Aaron Seelman : Neville Baddington

## Discographie
- 1978 : Read my Lips
- 1979 : Fearless
- 1981 : Simplicity
- 1989 : The Best of Tim Curry

## Distinctions
| Année | Films                 | Récompense        | Catégorie                                            | Résultat   |
| ----- | --------------------- | ----------------- | ---------------------------------------------------- | ---------- |
| 1975  | The Rocky Horror Show | Drama Desk Awards | Meilleur acteur dans une comédie musicale            | Nomination |
| 1981  | Amadeus               | Drama Desk Awards | Meilleur comédien dans une pièce                     | Nomination |
| 1981  | Amadeus               | Tony Awards       | Meilleur comédien dans une pièce                     | Nomination |
| 2010  | Brütal Legend         | NAVGTR Award      | Meilleure performance comique dans un second rôle    | Nomination |
| 2010  | Dragon Age: Origins   | NAVGTR Award      | Meilleure performance dramatique dans un second rôle | Nomination |

## Voix francophones
En version française, Tim Curry n'a pas de voix régulière.
Dans les années 1980 et 1990, il est notamment doublé à deux reprises par José Luccioni, dans Annie et À la poursuite d'Octobre rouge ainsi que par Igor de Savitch dans Legend, Jacques Ferrière dans Cluedo, Jacques Ciron dans « Il » est revenu, Gérard Rinaldi dans Maman, j'ai encore raté l'avion, Yves-Marie Maurin dans Un faire-part à part, Jean-Pierre Moulin dans The Shadow, Marcel Guido dans Les Trois Mousquetaires, Julian Negulesco dans Congo et Patrick Floersheim dans Le Titanic.
Dans les années 2000, il est notamment doublé à deux reprises par Bernard Alane dans Charlie et ses drôles de dames et Dr Kinsey ainsi que par Vincent Grass dans Le Secret de Moonacre et Hercule Poirot. À titre exceptionnel, il est doublé par Bernard Métraux dans Monk, Sylvain Corthay dans Scary Movie 2, Jean-Pierre Leroux dans Oscar, le chien qui vaut des milliards et Jean-Claude Sachot dans Esprits criminels.
En version québécoise, il est doublé par Benoît Rousseau dans Alarme fatale.